# Kultiplex
Koordináták: é. sz. 47° 29′ 09″, k. h. 19° 03′ 58″47.485833°N 19.066111°E

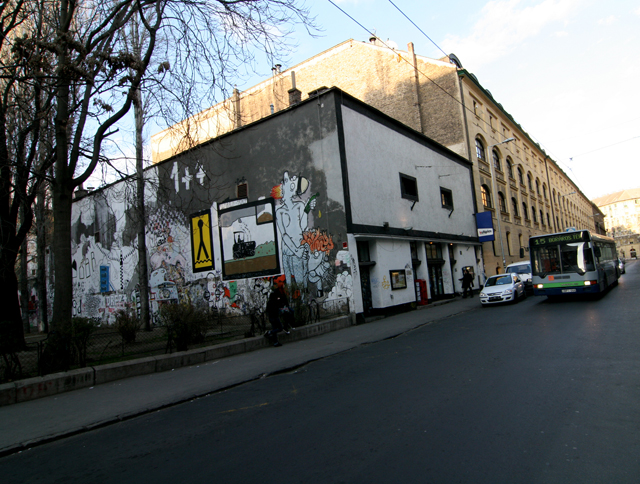
A Kultiplex 2008 februárjában

A Kultiplex (régebbi nevén Kultúr, Kinizsi mozi, majd Blue Box mozi) egy szórakozóhely, filmszínház és művelődési központ volt Ferencvárosban.

## Az épület története
A ferencvárosi Kinizsi utcában álló épület feltehetően még az első világháború előtt bérháznak épülhetett, neve ekkor Tanítók Otthona volt. Az épületben már 1923-ban filmszínházi előadásokat rendeztek, de itt működött 1927-ig a Pedagógiai Filmgyár is. 1937-ben a főváros felújíttatta, az emeleten bérlakásokat, a földszinten filmszínházat alakítottak ki. A második világháború előtt az intézmény felvette a Kultúr Színpad Mozgó nevet, amelyet később a köznyelv Kultúrra rövidített. 1959-ben kapta a filmszínház a Kinizsi Mozi nevet. 1989-től Blue Box néven üzemelt tovább, ám az egyre hanyatló forgalmú intézményt hamarosan koncertek és közösségi rendezvények céljára is bérbe kellett adni. A veszteséges intézményt az üzemeltető Budapest Film 2000-ben koncesszióba bocsátotta. Az épületbe 2000 augusztusában beköltöző Tilos Rádió itt rendezte be stúdióját és a Kultiplex nevű művelődési házát. Az épület és a telek tulajdonjogát egy telekügylet során Ferencváros önkormányzata szerezte meg. A bauhaus stílusjegyeit őrző épületet bérlői hiába kísérelték meg műemlékké nyilvánítani, a tulajdonos 2008 tavaszán lebontatta. Helyén közpark épült.

## Története
A Tilos Rádió 1999-től kezdve keresett helyet stúdiójának Budapesten. A Budapest Film 2000-ben vállalkozót keresett a Kinizsi utcában üresen álló épület üzemeltetésére. A Tilos Rádió 2000-ben költözött az épületbe és egy civilszervezettel együtt látott hozzá egy kultúrház jellegű közösségi központ kialakításának. A Sziget Fesztivált is rendező Sziget kft. bevonásával kezdődött meg a Kultiplexnek elkeresztelt intézmény kialakítása. (A „Kultiplex” elnevezés az ezredforduló táján elterjedő, szinte kizárólag amerikai tömegfilmeket terjesztő, ún. multiplex mozik alternatíváját kívánta sugallni.) A filmvetítésre alkalmas belső terek mellett egy kerthelyiséget is létrehoztak. Az épületben egy időben 800-1000 fő szórakozhatott, a megnyitóra 2000. május 9-én került sor. A Kultiplex a következő években főként az alternatív városi kultúrát kereső fiatalok között vált népszerűvé. A rendszeresen megtartott jazz-, rock- és hiphop-koncertek mellett filmvetítésekkel és sportközvetítésekkel igyekeztek minél több látogatót vonzani.
A Kultiplex sikere azonban hamarosan kiváltotta a környékbeli lakosok ellenszenvét. Az önkormányzathoz hamarosan több panasz is érkezett a zaj, szemét és a környéken romboló ittas fiatalok miatt. Sokkal kellemetlenebb konfliktusba keveredett a Kultiplex a politikai jobboldallal. A Tilos Rádiónak a Kultiplex épületében elhelyezett stúdiójából hangzottak el 2003 karácsonyán Bajtai Zoltán felháborodást kiváltó szavai a keresztények kiirtásáról. Négy év múlva az egyik rendezvény nevének szerencsétlen megválasztása (Fuck the X-mass) vezetett botrányhoz. A Kultiplex körüli állandósult feszültséget megelégelve Ferencváros önkormányzata 2007 áprilisában nyomást gyakorolt a Budapest Filmre, hogy az mondja fel az épület bérleti szerződését. A kultúrház vezetőinek tiltakozása hiábavaló volt, az intézmény 2008 februárjában az egy hónapig tartó Dózer Fesztivállal búcsúzott közönségétől. A Kultiplex 2008. február 28-án zárt be.